# Stipe Miocic
Stipe Miocic (ur. 19 sierpnia 1982 w Euclid) – amerykański zawodnik mieszanych sztuk walki (MMA) pochodzenia chorwackiego. Dwukrotny mistrz UFC w wadze ciężkiej w latach 2016–2018 i 2019-2021.

## Wczesne życie
Urodził się i wychował w Euclid, w stanie Ohio jako syn chorwackich imigrantów Kathy i Bojana Miocic (chorwacki: Miočić, wymawiane [mîotʃitɕ];). Jego ojciec pochodzi z Rtiny, a matka z Cetingradu w Chorwacji. Jego rodzice rozeszli się, gdy był jeszcze dzieckiem i nadal mieszkał z matką, początkowo z dziadkami, a później z ojczymem i młodszym przyrodnim bratem Jonathanem.
Od dzieciństwa matka zachęcała go do uprawiania sportu. Na początku grał w baseball i futbol amerykański oraz trenował zapasy w Eastlake North High School. Podczas studiów na Cleveland State University i Trevecca Nazarene University zainteresowały się nim drużyny Major League Baseball. 
Walcząc w kategorii wagowej do 197 funtów dla Cleveland State Vikings, Miocic brał udział w Mistrzostwach Zapaśniczych NCAA Division I w 2003 roku w Kansas City.
Jest absolwentem Uniwersytetu Trevecca Nazarene. Specjalizował się w marketingu i komunikacji na CSU.

## Kariera MMA

### Wczesna kariera
W MMA zadebiutował 20 lutego 2010 pokonując Coreya Mullisa przez TKO. W swoim drugim pojedynku na gali Moosin: God of Martial Arts zwyciężył Paula Barry'ego. 4 czerwca 2011 został mistrzem wagi ciężkiej organizacji North American Allied Fight Series (NAAFS)

### UFC
Kilkanaście dni później podpisał kontrakt z Ultimate Fighting Championship, gdzie zadebiutował w niej 8 października 2011 wypunktowując na pełnym dystansie Joeya Beltrana.
15 lutego 2012 na UFC on Fuel TV: Sanchez vs. Ellenberger zmierzył się z Philem De Friesem. Wygrał walkę przez KO w pierwszej rundzie i przy okazji zdobył nagrodę „Nokaut wieczoru”.
26 maja 2012 podczas UFC 146 zmierzył się z debiutującym w organizacji Shane’em del Rosario. Wygrał przez TKO, zasypując rywala łokciami w parterze, w drugiej rundzie.
29 września 2012 przegrał pierwszą zawodową walkę z Holendrem Stefanem Struve przez TKO w drugiej rundzie.
Po trzech wygranych pojedynkach na przełomie 2013–2014 m.in. nad Royem Nelsonem i Gabrielem Gonzagą, 13 grudnia 2014 stoczył walkę z byłym mistrzem UFC wagi ciężkiej Junior dos Santosem którą przegrał jednogłośnie na punkty. Od porażki z Santosem wygrywał dwukrotnie – z Markiem Huntem (10 maja 2015) oraz byłym mistrzem UFC Andrejem Arłouskim (2 stycznia 2016).

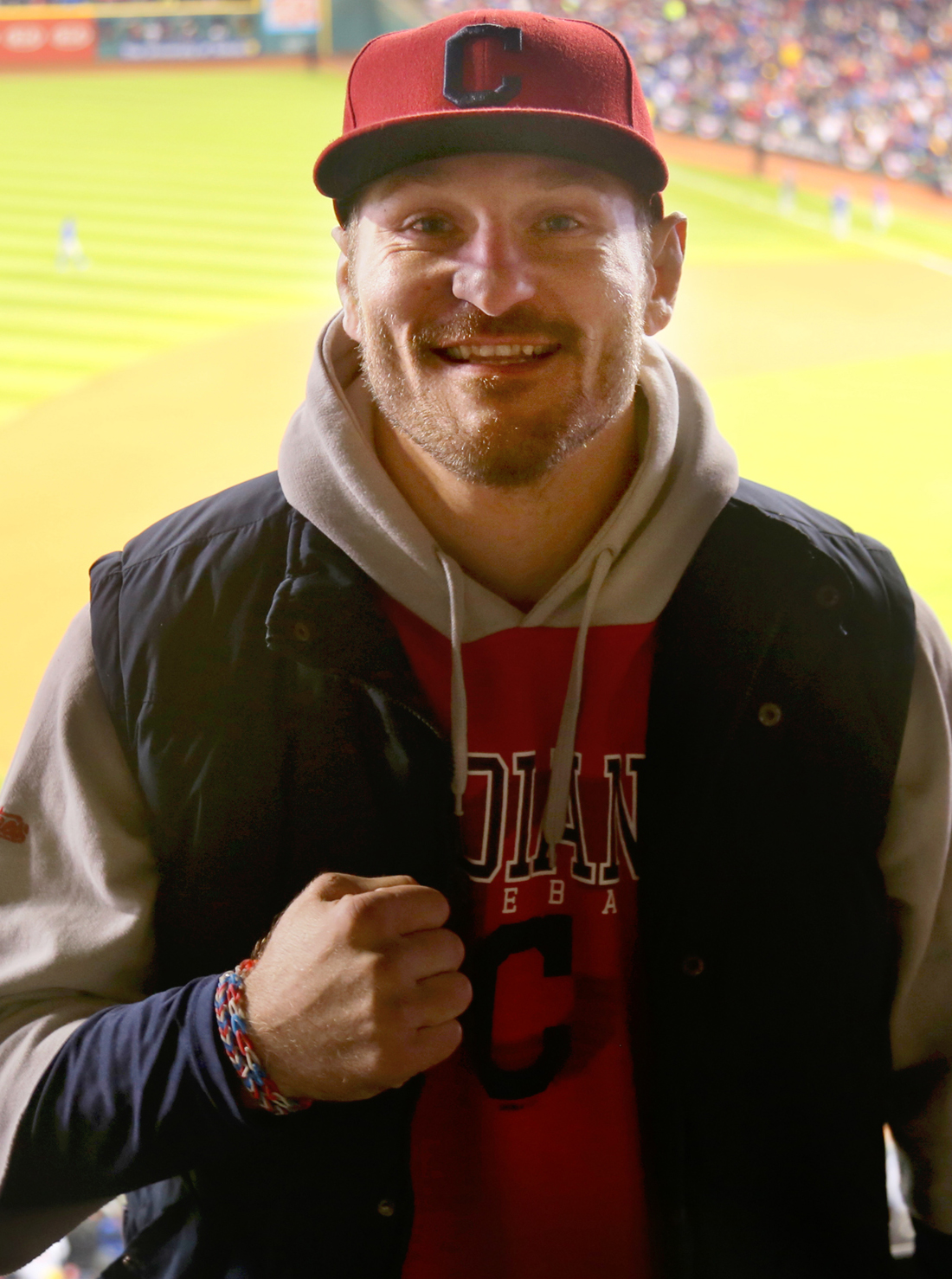
Miocic na meczu baseballowym w Cleveland w 2016 roku.

14 maja 2016 na gali UFC 198 w Kurytybie zmierzył się o mistrzostwo wagi ciężkiej z mistrzem Fabricio Werdumem. Miocic zwyciężył w tym pojedynku, nokautując już w 1. rundzie (2:47) Brazylijczyka i odbierając mu tytuł. 
10 września 2016 na UFC 203 przystąpił do pierwszej obrony pasa wagi ciężkiej, mierząc się z Alistairem Overeemem. Miocic znokautował rywala ciosami w pierwszej rundzie.
13 maja 2017 podczas UFC 211 znokautował w rewanżu Juniora dos Santosa tym samym broniąc drugi raz mistrzostwo wagi ciężkiej.
20 stycznia 2018 na gali UFC 220 trzeci raz obronił tytuł wagi ciężkiej, wypunktowując Kameruńczyka Francisa Ngannou na przestrzeni pięciu rund  (50-44, 50-44, 50-44). Ponadto trzecia obrona była jak dotąd rekordową, gdyż wcześniej żadnemu zawodnikowi nie udało się obronić tytułu UFC wagi ciężkiej więcej niż dwa razy.
7 lipca 2018 na UFC 226 przegrał z mistrzem wagi półciężkiej Danielem Cormierem przez KO w pierwszej rundzie, tracąc tym samym na jego rzecz pas wagi ciężkiej. 17 lipca 2019 w walce wieczoru podczas UFC 241 znokautował w rewanżu Daniela Cormiera w czwartej rundzie i odzyskał pas wagi ciężkiej.
Po tym, jak Jon Jones pokonał Ciryla Gane'a na UFC 285, zdobywając mistrzostwo wagi ciężkiej, prezydent UFC Dana White ogłosił, że Miocic zmierzy się z Jonesem w walce o pas mistrzowski tej dywizji. Pierwotnie walka miała odbyć się w Madison Square Garden 11 listopada 2023 na gali UFC 295, jednak przez kontuzję Jonesa występ Miocicia także został odwołany. Do walki Jonesa z Miociciem doszło rok później podczas gali UFC 309, która odbyła się 16 listopada 2024 w Nowym Jorku. Miocic przegrał przez techniczny nokaut pod koniec trzeciej rundy. W wywiadzie po walce ogłosił zakończenie kariery w MMA.

## Życie prywatne
W 1985 rodzice Stipe rozwiedli się, matka została w USA, natomiast ojciec wrócił do Chorwacji. Poza sportem jest czynnym strażakiem. Uczęszczał do Cleveland State University, gdzie uprawiał zapasy i baseball startując w NCAA Division I.

## Osiągnięcia

### Boks
- 2009: Cleveland Golden Gloves – zwycięzca zawodów[38]

### Mieszane sztuki walki
- 2011: mistrz NAAFS w wadze ciężkiej
- 2016–2018: mistrz UFC wagi ciężkiej
- 2019-2021: mistrz UFC wagi ciężkiej

## Lista zawodowych walk w MMA
| Wynik     | Bilans | Przeciwnik (bilans przed walką) | Rozstrzygnięcie                                                 | Runda | Czas | Rozgrywki                                                  | Data       | Miejsce    | Uwagi |
| --------- | ------ | ------------------------------- | --------------------------------------------------------------- | ----- | ---- | ---------------------------------------------------------- | ---------- | ---------- | --- |
| Przegrana | 20-5   | Jon Jones (27-1. 1NC)           | TKO (kopnięcie obrotowe na korpus i ciosy pięściami w parterze) | 3     | 4:29 | UFC 309                                                    | 16.11.2024 | Nowy Jork  | Ostatnia walka w karierze. Pojedynek o pas mistrzowski UFC w wadze ciężkiej. Main Event                                              |
| Przegrana | 20-4   | Francis Ngannou (15-3)          | KO (cios pięścią)                                               | 2     | 0:52 | UFC 260                                                    | 27.03.2021 | Las Vegas  | Stracił pas mistrzowski UFC w wadze ciężkiej. Main Event                                                                             |
| Wygrana   | 20-3   | Daniel Cormier (22-2)           | Decyzja (jednogłośna)                                           | 5     | 5:00 | UFC 252                                                    | 15.08.2020 | Las Vegas  | Obronił pas mistrzowski UFC w wadze ciężkiej. Main Event                                                                             |
| Wygrana   | 19-3   | Daniel Cormier (22-1)           | TKO (ciosy pięściami)                                           | 4     | 4:09 | UFC 241                                                    | 17.08.2019 | Anaheim    | Zdobył pas mistrzowski UFC w wadze ciężkiej. Bonus za występ wieczoru. Main Event                                                    |
| Przegrana | 18-3   | Daniel Cormier (20-1)           | KO (ciosy pięściami)                                            | 1     | 4:33 | UFC 226                                                    | 07.07.2018 | Las Vegas  | Stracił pas mistrzowski UFC w wadze ciężkiej. Main Event                                                                             |
| Wygrana   | 18-2   | Francis Ngannou (11-1)          | Decyzja (jednogłośna)                                           | 5     | 5:00 | UFC 220                                                    | 20.01.2018 | Boston     | Obronił pas mistrzowski UFC w wadze ciężkiej. Pobił rekord największej liczby kolejnych obron pasa wagi ciężkiej UFC (3). Main Event |
| Wygrana   | 17-2   | Junior dos Santos (18-4)        | TKO (ciosy pięściami)                                           | 1     | 2:22 | UFC 211                                                    | 13.05.2017 | Dallas     | Obronił pas mistrzowski UFC w wadze ciężkiej. Bonus za występ wieczoru. Main Event                                                   |
| Wygrana   | 16-2   | Alistair Overeem (41-14)        | KO (ciosy pięściami)                                            | 1     | 4:27 | UFC 203                                                    | 10.09.2016 | Cleveland  | Obronił pas mistrzowski UFC w wadze ciężkiej. Bonus za walkę wieczoru. Main Event                                                    |
| Wygrana   | 15-2   | Fabrício Werdum (20-5-1)        | KO (cios pięścią)                                               | 1     | 2:47 | UFC 198                                                    | 14.05.2016 | Kurytyba   | Zdobył pas mistrzowski UFC w wadze ciężkiej. Bonus za występ wieczoru. Main Event                                                    |
| Wygrana   | 14-2   | Andrej Arłouski (25-10)         | TKO (ciosy pięściami)                                           | 1     | 0:54 | UFC 195                                                    | 02.01.2016 | Las Vegas  | Bonus za występ wieczoru. Co-Main Event                                                                                              |
| Wygrana   | 13-2   | Mark Hunt (10-9-1)              | TKO (ciosy pięściami)                                           | 5     | 2:47 | UFC Fight Night 65: Miocic vs. Hunt                        | 09.05.2015 | Adelaide   | Main Event |
| Przegrana | 12-2   | Junior dos Santos (16-3)        | Decyzja (jednogłośna)                                           | 5     | 5:00 | UFC on Fox: dos Santos vs. Miocic                          | 13.12.2014 | Phoenix    | Bonus za walkę wieczoru. Main Event                                                                                                  |
| Wygrana   | 12-1   | Fábio Maldonado (21-6)          | TKO (ciosy pięściami)                                           | 1     | 0:35 | The Ultimate Fighter Brazil 3 Finale: Miocic vs. Maldonado | 31.05.2014 | São Paulo  | Bonus za występ wieczoru. Main Event                                                                                                 |
| Wygrana   | 11-1   | Gabriel Gonzaga (16-7)          | Decyzja (jednogłośna)                                           | 3     | 5:00 | UFC on Fox: Henderson vs. Thomson                          | 25.01.2014 | Chicago    | Co-Main Event |
| Wygrana   | 10-1   | Roy Nelson (19-7)               | Decyzja (jednogłośna)                                           | 3     | 5:00 | UFC 161                                                    | 15.06.2013 | Winnipeg   | Co-Main Event |
| Przegrana | 9-1    | Stefan Struve (24-5)            | TKO (ciosy pięściami)                                           | 2     | 3:50 | UFC on Fuel TV: Struve vs. Miocic                          | 29.09.2012 | Nottingham | Bonus za walkę wieczoru. Main Event                                                                                                  |
| Wygrana   | 9-0    | Shane del Rosario (11-0)        | TKO (łokcie)                                                    | 2     | 3:14 | UFC 146                                                    | 26.05.2012 | Las Vegas  | |
| Wygrana   | 8-0    | Phil De Fries (8-0)             | KO (ciosy pięściami)                                            | 1     | 0:43 | UFC on Fuel TV: Sanchez vs. Ellenberger                    | 15.02.2012 | Omaha      | Bonus za nokaut wieczoru. |
| Wygrana   | 7-0    | Joey Beltran (13-5)             | Decyzja (jednogłośna)                                           | 3     | 5:00 | UFC 136                                                    | 08.10.2011 | Houston    | Debiut w UFC. |
| Wygrana   | 6-0    | Bobby Brents (9-1)              | TKO (poddanie po kopnięciach)                                   | 2     | 4:27 | NAAFS: Fight Night in the Flats 7                          | 04.06.2011 | Cleveland  | Zdobył pas mistrzowski NAAFS w wadze ciężkiej.                                                                                       |
| Wygrana   | 5-0    | William Penn (3-2)              | KO (ciosy pięściami)                                            | 1     | 2:23 | NAAFS: Caged Vengeance 9                                   | 16.04.2011 | Cleveland  | Eliminator do walki o pas mistrzowski NAAFS w wadze ciężkiej.                                                                        |
| Wygrana   | 4-0    | Gregory Maynard (3-1)           | TKO (ciosy pięściami)                                           | 2     | 1:43 | NAAFS: Night of Champions 2010                             | 04.12.2010 | Cleveland  | |
| Wygrana   | 3-0    | Jeremy Holm (1-0)               | KO (ciosy pięściami)                                            | 1     | 1:36 | NAAFS: Rock N Rumble 4                                     | 28.08.2010 | Cleveland  | |
| Wygrana   | 2-0    | Paul Barry (3-0)                | TKO (ciosy pięściami)                                           | 2     | 1:32 | Moosin: God of Martial Arts                                | 21.05.2010 | Worcester  | |
| Wygrana   | 1-0    | Corey Mullis (0-1)              | TKO (ciosy pięściami)                                           | 1     | 0:17 | NAAFS: Caged Fury 9                                        | 20.02.2010 | Cleveland  | |

## Odznaczenia
- Order Chorwackiej Jutrzenki w kat. sport (2025)[39]